# Chasminodes ussurica
Chasminodes ussurica là một loài bướm đêm trong họ Noctuidae.